# Incidente de Chichibu
El Incidente de Chichibu (秩父事件 Chichibu jiken?) fue una revolución campesina a que ocurrió en noviembre de 1884 en Chichibu, Saitama, a escasa distancia de la capital japonesa, y que duró unas dos semanas.
Fue uno de los muchos alzamientos similares que se dieron en Japón durante esa época, en respuesta a los drásticos cambios sociales acaecidos durante los primeros años de la Restauración Meiji. Sin embargo, lo que distingue la revuelta de Chichibu del resto fue el alcance del levantamiento, y la dureza de la represión por parte del Gobierno.

## Antecedentes

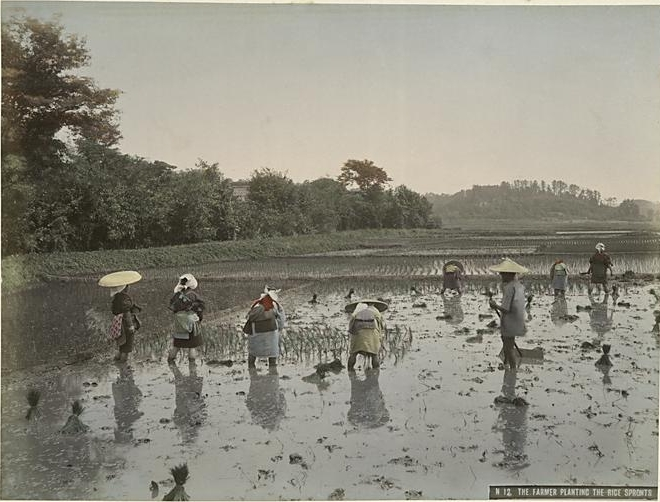
Campesinos japoneses cultivan arroz a finales del

Tras el final del bafuku con la restauración Meiji, en 1868, la agricultura japonesa estaba dominada por un sistema de arrendamiento de tierras. El Gobierno Meiji basó su programa de industrialización en impuestos sobre la propiedad privada de la tierra, y la Reforma del Impuesto de Tierras de 1873 incrementó el proceso de latifundismo, lo que provocó que muchos granjeros vieran sus tierras confiscadas debido a su incapacidad para afrontar los nuevos impuestos. 
La situación fue a peor a partir de 1881, tras el nombramiento de Matsukata Masayoshi como Ministro de Finanzas.  En pos de un inmediato crecimiento económico general, comenzó una seria de reformas para reducir la inflación, lo que acabó de hundir a los granjeros. Su política fiscal deflacionaria  redujo dramáticamente los precios del arroz, lo que provocó nuevas bancarrotas. Muchos agricultures (農民 nōmin?) arrendatarios, que debían pagar más de la mitad de su cosecha como impuestos, se vieron forzados a enviar a sus mujeres e hijas a trabajar en las fábricas textiles, o vender a sus hijas como prostitutas.
La pobreza y el hambre se extendió por muchas zonas rurales de todo el país durante los inicios del Periodo Meiji, y el Partido Liberal (自由党 Jiyūtō?) comenzó a ser visto entre muchas clases oprimidas como la única solución a sus problemas. El creciente descontento de los granjeros provocó una serie de revueltas campesinas en varias empobrecidas zonas rurales por todo el país. Solamente en 1884 se contabilizaron más de 60 revueltas; la deuda total de los campesinos japoneses en aquel entonces está estimada en 200 millones de eyenes, que corresponden a unos 2 trillones de yenes actuales.
Se organizaron varios levantamientos a través del "Movimiento por la libertad y los derechos del pueblo" (自由民権運動 jiyū minken undō?), un término genérico que aglutinaba a grupos y sociedades  de todo el país, y compuesto por ciudadanos que deseaban mayor representación en el gobierno y más derechos básicos. El concepto de carta magna y otros escritos liberales de occidente eran ampliamente desconocidos por la sociedad japonesa de aquellos años, pero ciertos individuos afines al movimiento y que habían estudiado la cultura occidental eran capaces de concebir una ideología política basada en la democracia. Algunos grupos llegaron a escribir borradores de su propia constitución liberal, y muchos entendían su labor como una forma de yonaoshi (世直し lit. "arreglar el mundo"?)

## Levantamiento
Mientras muchos grupos y partidos políticos de todo el país debatieron los asuntos problemáticos de manera pacífica, el autodenominado “Ejército Revolucionario” se reveló el 31 de octubre de 1884, en el distrito de Chichibu, prefectura de Saitama. La revuelta se produjo ante la negativa de los prestamistas de permitir una moratoria en la devolución de los préstamos. Los insurgentes trataron de asaltar un edificio gubernamental y destruir los registros de sus deudas.
El número de participantes en la revuelta de Chichibu oscila entre los 5000 y 10000 hombres. La mayor parte de ellos estaban armados con herramientas de granja, lanzas de bambú, espadas, cañones de madera y mosquetes de caza. Salieron en masa de sus pequeñas aldeas de montaña, equipados no solo con armas, sino también con estandartes y eslóganes, clamando por el  “Nuevo Orden de Benevolencia” y declarando la oficina del distrito asaltado como “Cuartel general del Ejército Revolucionario”."
Desde su nuevo cuartel general, los cabecillas de la revuelta adoptaron un nuevo calendario, y comenzaron a emitir decretos, todos ellos fechados en el “Año Uno de Libertad y Auto-Gobierno”. Los revolucionarios también enviaron pequeños grupos para encontrar y expulsar a los oficiales del gobierno en los pueblos cercanos, antes de reagrupar sus fuerzas y marchar sobre Tokio, donde se toparían con la primera resistencia seria.
El número exacto de revolucionarios muertos durante la batalla contra la Policía metropolitana de Tokio y el nuevo y profesional Ejército Imperial Japonés (una fuerza tremendamente superior en potencia de fuego) es una incógnita. Unos diez días después del ataque a la oficina del destrito de Chichibu, la revuelta fue finalmente sofocada a los pies de los montes Yatsugatake. Muchos supervivientes fueron arrestados, y cerca de 3000 de ellos declarados culpables. Unos 300 fueron encerrados como delincuentes comunes, mientras que los siete cabecillas supervivientes fueron sentenciados a penas de muerte, y cinco de ellos ahorcados en menos de tres meses, en febrero de 1885. 
Pese a que este fue el mayor levantamiento popular del Periodo Meiji, o posiblemente por ello, el gobierno se esforzó en restarle importancia, describiendo a los rebeldes como poco más que saqueadores.

## Legado

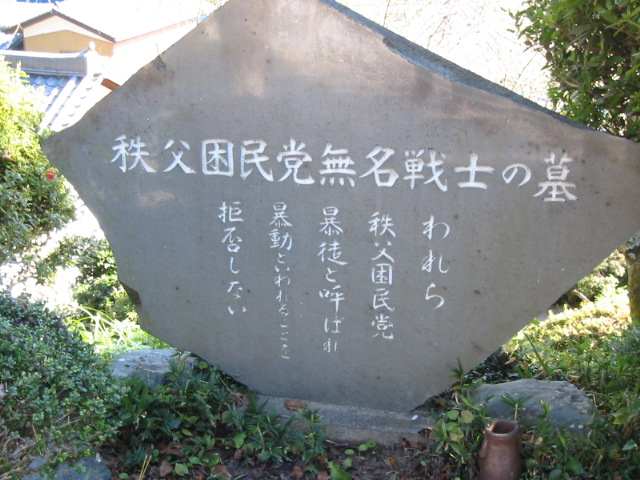
Monumento en memoria de los “muertos anónimos” durante el incidente de Chichibu, en Onraku-ji, Chichibu, Saitama

En general, el Incidente de Chichibu fue provocado por una combinación de ideologías liberales y revolucionarias y motivaciones económicas. Aunque la visión tradicional del evento reduce las motivaciones de los campesinos a lo puramente económico, muchos estudiosos consideran que se trató de la supresión de un movimiento de los derechos del pueblo. Irokawa Daikichi, de la Universidad Keizai de Tokio , trata el incidente en profundidad en su libro, Cultura durante la Era Meiji, y defiende la teoría de que no fue simplemente parte del movimiento yonaoshi, ni una revuelta espontánea de campesinos que tan solo buscaban acabar con sus deudas. Los líderes del levantamiento, al igual que la mayoría de sus seguidores, fueron activos pensadores del movimiento por la libertad y los derechos del pueblo, y trataban nada menos que desafiar al Gobierno Meiji. Según Irokawa, estaban guiados por la ideología revolucionaria del partido liberal; tenían la convicción revolucionaria de que luchando por el pueblo, podían reformar el gobierno e instaurar la libertad.  
Aunque un monumento a los caídos fue erigido varias décadas después, el nombre de un gran número de los cabecillas y seguidores que escaparon de la justicia sigue siendo un misterio. 
En 2004, el realizador japonés Seijiro Koyama estrenó una película que conmemoraba el 120.º aniversario de la revuelta, Kusa no Ran.